# 坎達武群島
坎達武群島（Kadavu Group）是斐濟的群島，位於維提島以南的太平洋南部海域，由坎達武省負責管轄，面積478平方公里，主島是坎達武島，2007年人口10,078。
19°02′00″S 178°34′01″E / 19.0333°S 178.567°E